# Никольское Кобылино
Никольское Кобылино — упразднённое в 1951 году село в Шатковском районе Нижегородской области России.

## Название
Кобылино, Никольское (РС 1811, 1816, 1834, 1850, 1858)
Мисюриха, село (РС 1811, 1816, 1834, 1850)

## География
Село находилось на левом берегу реки Тёша.

## История
В 1781 году на пожертвования помещицы Е. П. Микулиной построили деревянную тёплую однопрестольную церковь в честь Казанской Божией Матери. В 1799 году на пожертвования помещицы А. А. Микулиной возвели деревянную трёхпрестольную церковь с колокольней.
В 1800 году помещикамии стали Гурьев и Безобразов.
До упразднения уездно-губернского деления входило в состав Собакинской волости Арзамасского уезда Нижегородской губернии.
3 сентября 1919 Коллегия отдела управления Арзамасского уисполкома утвердила ходатайства волостных исполкомов об изменении названий селений, «соответствующих духу времени». Сёла Шатки переименовывали в Красный свет, Архангельск-Кобылино — в Красную Волю, Никольское Кобылино — в Красную Зарю, Кержемок — в Новую Волю, деревни Нечаевку и Федоровку — в Цвет Коммуны и Красную Слободку соответственно. Но решение не было реализовано.
В сентябре 1951 года сёла Никольское Кобылино и Архангельское Кобылино объединены в одно село Архангельское.

## Население
К 1916 году 918 человек

## Известные уроженцы, жители
Архангельский, Василий Михайлович (1792—1828) — адъюнкт-профессор физики и математики в Царскосельском лицее.